# 함기 총장식

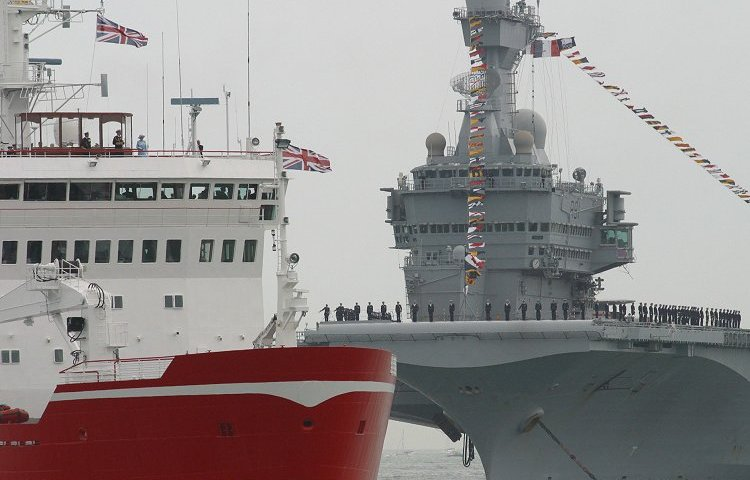
프랑스 항공모함 샤를드골호의 함기 총장식 예

함기 총장식(艦旗摠裝式)이란 근대 해군에서 각종 축하나 기념행사등의 목적으로 함대에 비치된 신호기등을 뱃머리에서 배끝까지 모두 장식하는 예식(禮式)을 말한다. 예전에는 신호기외에 외국기등도 나란히 게양했으나, 현재는 외국기의 게양은 예의에 어긋나는 것으로 간주되고 있다.